# 横浜商科大学
横浜商科大学（よこはましょうかだいがく、英語: Yokohama College of Commerce）は、神奈川県横浜市鶴見区東寺尾4-11-1に本部を置く日本の私立大学。1941年創立、1968年大学設置。大学の略称は横浜商大。

## 沿革
- 1940年 - 財団法人吉沢学園学校設置認可。
- 1941年
  - 1月 - 横浜第一商業学校設立。
  - 4月 - 横浜第一商業学校開校。
- 1948年
  - 4月 - 学制改革（六・三・三制の実施）により横浜第一商業学校を新制横浜第一商業高等学校に改組（現横浜商科大学高等学校）。
- 1951年
  - 私立学校法に基づき学園組織を財団法人吉沢学園を学校法人吉沢学園に改組。
- 1966年4月 - 横浜商科短期大学開学。
- 1968年4月 - 横浜商科大学開学。商学部商学科（貿易コース、経営コース、会計情報コース、商学コース）設置。
- 1969年3月 - 横浜商科短期大学廃止。
- 1972年6月 - 電子計算室開設。
- 1974年4月 - コース制廃止し、新たに貿易・観光学科、経営情報学科を設置。
- 1975年4月 - 横浜第一商業高等学校を横浜商科大学高等学校と改称。
- 1978年4月 - 学校法人吉沢学園から学校法人横浜商科大学と学校法人横浜商科大学高等学校へ法人分離及び法人名称の変更。
- 1982年7月 - 神奈川県足柄下郡湯河原町に湯河原学術研修所を開設。
- 1994年5月 - 横浜商科大学地域産業研究所を設置。
- 1995年4月 - みどりキャンパスを開校。
- 2000年9月 - みどりキャンパス総合グラウンド完成。
- 2001年4月 - 横浜市内大学間単位互換協定に参加。
- 2002年5月 - 資格取得奨励奨学金給付制度制定。
- 2002年9月 - 図書館システムをLIMEDIOへ移行。
- 2010年4月 - 日本の大学で初めて、全学生にiPhoneを無償貸与する取り組みを始める。[1]
- 2011年4月 - 別科日本語研修課程を設置。
- 2015年4月 - 貿易・観光学科を学生募集停止し、観光マネジメント学科を設置。別科日本語研修課程の学生募集停止。
- 2017年3月 - 別科日本語研修課程を廃止。
- 2018年3月 - つるみキャンパス新3号館（開学50周年記念館）竣工。
- 2020年 - 経営情報学科にスポーツマネジメントコースを設置。
- 2025年4月 - 大学院商学研究科に商学専攻（修士課程）を開設。

## 教育および研究

### 学部・学科
- 商学部
  - 商学科
  - 観光マネジメント学科
  - 経営情報学科
    - 情報マネジメントコース
    - スポーツマネジメントコース

### 研究科
- 商学研究科（令和7年4月開設）
  - 商学専攻（修士課程）- データサイエンス科目と価値創造科目のカリキュラム

## キャンパス
つるみキャンパス
- 使用学部 : 商学部
- 交通アクセス
  - 京浜急行電鉄本線　生麦駅より徒歩15分。
  - JR横浜線　大口駅より徒歩20分。
  - 路線バス : 岸谷および飯山バス停よりそれぞれ徒歩5分
  - 横浜市営バス7系統 横浜駅（東口） - 東神奈川駅 - 岸谷 - 川崎駅西口
  - 横浜市営バス29系統 横浜駅（東口） - 東神奈川駅 - 岸谷 - 鶴見駅（東口）
  - 横浜市営バス38系統 鶴見駅西口 - 飯山 - 菊名橋（妙蓮寺駅近く） - 東神奈川駅 - 横浜駅西口
  - 横浜市営バス41系統 鶴見駅西口 - 飯山 - 菊名駅 - 新横浜駅
  - 横浜市営バス41系統 鶴見駅西口 - 飯山 - 菊名駅 - 大倉山駅 - 新羽駅 - 川向町

みどりキャンパス（旧1年次）
- 交通アクセス
  - JR横浜線十日市場駅より徒歩20分。または中山駅・青葉台駅からバス。

2000年9月に完成した広大な総合グラウンドのほか、野球場などを併設。2009年からは運動部の利用以外は行われなくなった。2020年に一部敷地は校舎を解体し売却。
このキャンパスはドラマ『GTO』（関西テレビ・フジテレビ系列）の舞台となっている。

## その他
- 日本では2番目に観光に関する学科を設置した大学である。[2]

- かつては横浜商科大学高等学校は同一の学校法人が運営していたが、現在は学校法人横浜商科大学高等学校が運営している。

- 1985年に天才・たけしの元気が出るテレビ!!（日本テレビ）で取り上げられた。

- つるみキャンパス正門脇に、東京オリンピックの地元出身金メダリストを称えるゴールドポスト（第56号）が設置されている（ゴールドポストプロジェクト[3]）。

## 出身著名人

### 野球
- 長坂健冶 - 元プロ野球選手
- 根本朋久 - 元プロ野球選手
- 山崎憲晴 - 元プロ野球選手
- 堂上隼人 - 元プロ野球選手
- 新垣勇人 - 元プロ野球選手
- 岩貞祐太 - プロ野球選手
- 西宮悠介 - 元プロ野球選手[4]
- 進藤拓也 - プロ野球選手
- 渡邊佑樹 - プロ野球選手
- 左澤優 - 元プロ野球選手

### 芸能
- 三国一夫 - 俳優
- 斎藤千和 - 声優
- 初音みう - グラビアアイドル
- 黒沢幸司 - フリーアナウンサー
- 神品信市 - 芸能プロダクション社長
- 田渕正浩 - AV男優（除籍）
- 松本亜希子 - フリーアナウンサー
- 渡部おにぎり - お笑い芸人（金の国）

### その他
- 横幕智裕 - 漫画原作者、脚本家
- 田野秀康 - フルート奏者
- リト - 切り絵作家

## 対外関係

### 他大学との協定
国内
- 横浜市内大学間単位互換協定
- 横浜市内大学間単位互換校
  - 神奈川大学
  - 関東学院大学
  - 國學院大學
  - 鶴見大学
  - 桐蔭横浜大学
  - 東洋英和女学院大学
  - フェリス女学院大学
  - 東京都市大学
  - 明治学院大学
  - 横浜国立大学
  - 横浜市立大学

- 単位互換協定
  - 放送大学 -（2003年2月）
  - 札幌国際大学 -（2003年12月）
  - 名桜大学 -（2003年12月）

- みなとまち大学連携協定
  - 神戸夙川学院大学 -（2013年4月）
  - 長崎国際大学 [5] -（2013年4月）

国際交流
- 中国
  - 北京第二外国語大学 -（1985年3月）
  - 広東外語外貿大学南国商学院 -（2018年5月16日）
- アメリカ合衆国
  - ピッツバーグ大学ブラッドフォード校 -（1998年12月）
  - モントレー国際大学院大学 -（2003年5月）
- 韓国
  - 新星大学 -（2002年）
  - 東元大学校 -（2002年）
  - 慶熙大学校ホテル観光大学 -（2009年）
- ドイツ
  - ケンプテン応用科学大学 -（2010年）

### 地方自治体等との協定
- 群馬県沼田市 - 2013年2月に「観光分野における包括的な連携協定」を締結
- 神奈川県横浜市鶴見区 - 2015年3月に「包括連携協定」を締結
- 神奈川県横浜市 - 2016年6月に「大規模災害時における災害廃棄物の仮置場の設置に関する協定」を締結（私立大学として全国初）
- 福井県三方郡美浜町 - 2017年6月に「相互友好協力協定」を締結

### 企業等との協定
- 近畿日本ツーリスト - 2014年11月に「観光振興における連携に関する協定」を締結
- 横浜FC -（2018年4月23日）
- 湘南信用金庫 -（2018年7月6日）
- 城南信用金庫 -（2019年12月3日）

## 系列校
- 横浜商科大学高等学校